# Tating
Tating er en landsby og kommune i det nordlige Tyskland under Kreis Nordfriesland i delstaten Slesvig-Holsten. Byen er beliggende på halvøen Ejdersted i det sydvestlige Sydslesvig. Byen ligger cirka 5 km nordøst for Sankt Peter-Ording og 15 km vest for Tønning. Tating blev første gang nævnt 1187. Byen var hovedby i Udholm Herred (på tysk Utholm).
Byens seværdighed er den cirka 4 hektar store park Hochdorfer Garten, som blev anlagt 1764 i fransk geometrisk stil. Parken er præget af en haubarg og en cirka 120 meter lang lindeallé. I stil med det 18. århundredes romantiske smag lod ejeren bygge en kunstig ruin i parkens sydlige del.
Kommunen samarbejder på administrativt plan med andre kommuner i Ejdersted kommunefællesskab (Amt Eiderstedt).

## Billeder
- Tating kirke
- Parkområdet (Hochdorfer Garten)